# کارملو، اروگوئه
کارملو، اروگوئه (به اسپانیایی: Carmelo) شهری در کشور اروگوئه، استان کولونیا است که جمعیت آن در سرشماری سال ۲۰۰۴ میلادی ۱۶٬۸۶۶ نفر بوده‌است.